# 손기섭
손기섭(孫基燮, 1928년 7월 24일 ~ )은 1956년 예비역 대한민국 공군 군의관 대위 예편한 대한민국 외과 전문의 겸 대학 교수 출신 시인 겸 과학평론가·문학평론가이다. 호(號)는 산남(山南).

## 이력

### 주요 이력
본관은 밀양(密陽)이며 경상남도 사천에서 출생하였고 지난날 한때 경성부를 거쳐 충청남도 대전에서 잠시 유아기를 보낸 적이 있으며 그 후 충청남도 천안에서 잠시 유년기를 보낸 적이 있는 그는 1933년 이후 경상남도 사천에서 줄곧 자랐고 그 후 1953년 서울대 의과대학을 나왔다. 그 후 1953년에서 1956년까지 대한민국 공군 군의무장교 복무(이 와중 1953년 잠시 한국 전쟁에 4개월간 참전)한 이후 그는 고려대 의과대학 외래교수 겸 연세대 의과대학 겸임교수를 거쳐 충남대 의과대학 교수 지냈고 1989년 한국인도문화협회 부회장을 역임하였다.
1974년 「화병의 꽃」으로 『한국문학』 신인상을 수상하며 등단했다. 시집 『현신』(1978), 『나를 찾아서』(1988), 『안개 속에서』(1989), 『다시 나를 찾아서』(1993) 등을 간행한 바 있다. 의과대학 교수와 과학평론가 등으로 활동하다가 40줄 중후반에 늦깎이 시문학 등단한 그는 생명의 고귀함과 아름다움을 서정적으로 탐구하는 시인으로 알려져 있다.

## 학력
- 진주고등보통학교 졸업
- 서울대학교 의과대학 의학사
- 서울대학교 대학원 국어국문학과 문학석사
- 덴마크 코펜하겐 대학교 대학원 물리학과 이학석사
- 서울대학교 의과대학원 의학석사·의학박사

## 작품·저서

### 시집
- 『현신』(1978)
- 『나를 찾아서』(1988)